# Битка при Аксона
Битката при Аксона (на латински: Axona, Aisne) е сражение между белгите с предводител вожда на суесионите Галба и осемте римски легиони на Юлий Цезар през 57 пр.н.е. при река Аксона (днешната река Ена (Aisne) в Суасон, Франция) през Галските войни на Римската република.
Командири при Цезар са Квинт Титурий Сабин, Тит Лабиен, Квинт Педий Балб, Луций Арункулей Кота. Галба командвал войската от 50 000 суесиони, съюзени с други белгийски племена от 288 000 души.
Битката завършва с победа на римляните. 10 000 белгийци са убити, а от римска страна са убити 1000 легионери. Белгите трябвало да напуснат територията около реката и бягат на Север.